# Yves Saint Laurent (Film)
Yves Saint Laurent ist ein französisches Filmdrama aus dem Jahr 2014, das die Lebensgeschichte des Modeschöpfers Yves Saint Laurent schildert, mit dem Fokus auf der Beziehung zu seinem Geschäftspartner und Lebensgefährten Pierre Bergé. Filmstart in den deutschen Kinos war am 17. April 2014.

## Handlung
Der Film verfolgt rund zwanzig Jahre im Leben von Yves Saint Laurent. Beginnend mit Saint Laurents Anfängen bei Dior, seiner ersten Modeschau 1958 über das Kennenlernen von Bergé bis hin zur Trennung der beiden im Jahre 1976.

## Produktion
Drehbeginn des Films war im Juni 2013, die Dreharbeiten dauerten etwa acht Wochen. Es wurde hauptsächlich in Paris und in Marrakesch (in den Räumlichkeiten der Stiftung „Fondation Pierre Bergé – Yves Saint Laurent“) gedreht.
Bergé autorisierte den Film offiziell und war auch bei der Uraufführung zugegen. Diese erfolgte am 7. Februar 2014 auf der Berlinale. Seit dem 8. Januar 2014 war der Film in französischen Kinos zu sehen, in deutsche Kinos kam er am 17. April 2014.
Im Frühjahr 2013 wurde bekannt, dass auch Bertrand Bonello einen Film über Saint Laurent drehen werde. In Bonellos Projekt, Saint Laurent, das ohne Zustimmung Pierre Bergés realisiert wurde, spielt Gaspard Ulliel den Modeschöpfer, während Bergé von Jérémie Renier dargestellt wird. Dieser Film, der sich auf die Anfangsjahre des Designers konzentriert, wurde 2014 bei den Filmfestspielen in Cannes uraufgeführt.

## Kritiken
„Dass dieser Mann die Mode umgekrempelt hat, musste extra in den Abspann geschrieben werden, es wäre sonst unbemerkt geblieben. Lesperts Film hätte einem großen Publikum etwas Wahrhaftiges erzählen können und banalisiert stattdessen seinen Helden und dessen Lebenswerk. Mode ohne Sinn ist eben nur eine Hülle. Und der prächtigste Kinosaal ist nichts ohne gute Filme.“

„Wie verfilmt man nun so ein flimmerndes, manisch-kreatives Leben? Der französische Regisseur Jalil Lespert hat sich entschieden, es als Liebesgeschichte zu erzählen. Und eigentlich steht bei ihm nicht der labile Künstler im Mittelpunkt, sondern dessen Partner und Stütze Pierre Bergé, der im Film als unendlich gütig, liebenswürdig und geduldig geschildert wird. Und trotz mondäner Zutaten wie Models, Marrakesch, Nikolai Kinski (sehr überzeugend) als Karl Lagerfeld, einer Dachterrasse mit Blick auf den Arc de Triomphe oder Kokain ist der Film kreuzbrav und bieder, als ginge es um den Erfinder des Quelle-Katalogs. Wer auch immer Yves Saint Laurent war: einen so harmlosen Film hat er nicht verdient.“

„Auch wenn das auf Laurence Benaims Biografie beruhende Drehbuch kaum Überraschungen aufweist, die bekannten biografischen Eckpfeiler abfeiert, versteht der Film doch in jeder Einstellung zu fesseln, vor allem durch die grandiosen Performances seiner Darsteller.“

Die Deutsche Film- und Medienbewertung FBW in Wiesbaden verlieh dem Film das Prädikat wertvoll.